# Arteria hepatica propria
Arteria hepatica propria je jaterní tepna v užším slova smyslu, jedná se o větev jaterní tepny (arteria hepatica communis), která dále vysílá větve k žaludku, slinivce břišní a dvanáctníku.
Arteria hepatica communis má tři větve – a. cystica, která zásobuje žlučník, a pravou a levou větev, které zásobují odpovídající jaterní laloky. Přivádí do jater krev bohatou na kyslík, přivádí však jen 10 % krve, naprostá většina do jater přitéká vrátnicovou žilou.
Do jater vstupuje jaterní brankou a ihned se dělí a pravou a levou větev. V jednotlivých lalocích se rozpadá na interlobulární arterie (aa. interlobulares), které protékají jaterní triádou a krev se z nich dostává do sinusoid v jaterních lalůčcích. V sinusoidách se krev smísí s krví, která přitekla vrátnicí, proteče mezi trámci jaterních buněk a skončí v centrální žíle (vena centralis), odkud jaterní žílou odtéká do dolní duté žíly.

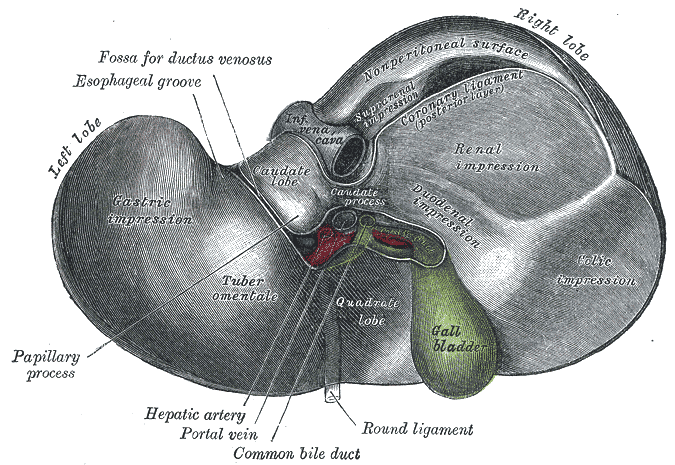
Viscerální plocha jater – pohled na jaterní branku a vstup tepen a žil do jater